# T-STATION
Tステーション（T-STATION）は、カルチュア・コンビニエンス・クラブの関連会社CCCローカル株式会社が専用端末を使って提供していた無料の地域・生活情報サービス。家庭内デジタルサイネージとして、天気、ニュース、チラシなど、生活に必要な情報をタイムリーに提供するとしていた。

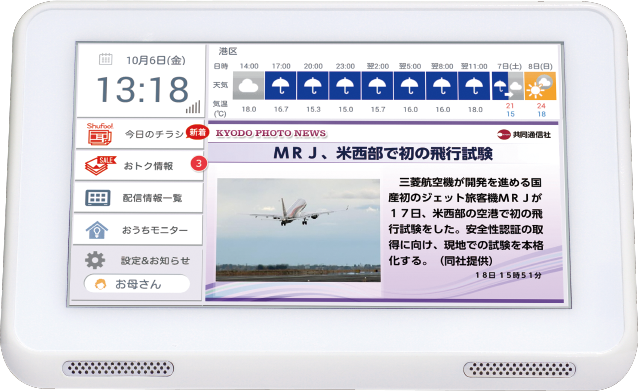
T-STATION 家庭内デジタルサイネージ

## 概要
時刻、天気、災害、最新ニュースをはじめ、地域の生活・エンタメ情報を専用のデジタルサイネージ端末を介して提供していた。
2016年8月より、沖縄県那覇市を中心としたエリアで限定して、県内在住者を対象に2万世帯に配布を開始。端末はTカード保有者を対象とし、CCCローカル株式会社が無償で配布。端末の受け渡しはTSUTAYA店舗で行う。
2018年1月より、首都圏でも拡大を行う。ただし首都圏の場合は、東京ガスの契約者に限定して無料で提供する。
サービスは2018年6月30日をもって終了し、CCCローカル株式会社は2018年12月1日をもってカルチュア・コンビニエンス・クラブ株式会社に合併して解散した。

## 特徴
- 対象地域の希望者に無料で専用のデジタルサイネージ端末を提供。
- 天気予報、雨雲レーダー、災害情報を無料で提供。
- 家族で使えるカレンダー＆スケジュールを提供。
- ニュースやクーポン情報、CCCグループのチラシ情報などを提供。

## 端末
タッチパネル対応のT-STATION専用のタブレット機器。
- CPU RK3126 Cortex A7 Cuad core 1.3GHx
- メモリ　1GB
- ストレージ機能　4GB
- グラフィック機能　1024＊600　IPS (7inch)
- 対応無線規格　wifi802.11 b/g/n
- 付属品として、専用のスタンドと電源ケーブルを用意（バッテリー非搭載）

※専用アプリケーション以外の利用は不可。このためメールやブラウジング機能は提供していない。
※サービス終了後は返却不要で、簡易的なブラウザ端末として利用可能。（2018年7月1日以降にアップデートを行ったときのみ）

## 対象地域
2016年10月より沖縄県那覇市を中心としたエリア（那覇市、浦添市、豊見城市、西原町、南風原町）で提供開始。
那覇市エリアを中心に2万世帯限定で提供。
2017年2月より新たに8エリア（宜野湾市、沖縄市、うるま市、北谷町、北中城村、中城村、糸満市、与那原町）が追加。
2017年12月より沖縄県内全域に対象エリアを広げ、県内の指定のTSUTAYAで端末受取ができるようになった。
2018年1月からは首都圏（東京都、神奈川県、千葉県、埼玉県、茨城県、栃木県、群馬県）でも展開。ただし首都圏エリアは、東京ガス契約者に限定している。
なお、沖縄県でのサービスは2018年6月30日をもって終了することが2018年6月18日に運営会社よりアナウンスされた。

## CM
2016年8月より沖縄県内でテレビCM、ラジオCMを展開していた。

## その他
- 沖縄県内のTSUTAYA店頭でデモ端末が閲覧できた。